# 2007-es Marshall-szigeteki általános választás
A Marshall-szigeteken 2007. november 19-én általános választást tartottak. A szavazóhelyek késői nyitása miatt (a reggel 7 órás nyitás helyett volt ahol délig, és egy helyen délután 4-ig nem nyitottak ki) a szavazás éjfélig tartott. Bár összesen csak 36.000 szavazó van, a szavazatszámlálók szerint hivatalos eredmény december 4. előtt nem várható.
Az előzetes eredmények szerint, a szavazatok 40%-ának összeszámlálása után több kormánypárti képviselő is elveszíti parlamenti helyét, és így elképzelhető, hogy az ellenzék nyerte meg a választást. 2007. november 30-án az Aleon Kein Ad bejelentette győzelmét, és azt mondták, a szükséges 17 mandátumból 15 már az övüké, és az előrejelzések szerint összesen 20-22 helyük lesz.
A választás egyik témája, hogy Tajvan helyett inkább Kínát ismerik el. Utóbbi az ellenzék elképzelése. Azonban az Aleon Kein Ad bejelentette november 28-án, hogy győzelmük esetén sem szakítanák meg diplomáciai kapcsolatukat Tajvannal.